# Montelly (métro de Lausanne)
Montelly est une station de métro de la ligne M1 du métro de Lausanne, située avenue de Provence dans le quartier Sébeillon/Malley, à Lausanne, capitale du canton de Vaud. Elle dessert notamment l'église de Sévelin.
Mise en service en 1991, c'est une station qui est partiellement accessible aux personnes à mobilité réduite.

## Situation sur le réseau
Établie à 443 mètres d'altitude, la station Montelly est établie au point kilométrique (PK) 1,310 de la ligne M1 du métro de Lausanne, entre les stations Vigie (direction Lausanne-Flon) et Provence (direction Renens-Gare) et, la ligne étant à voie unique, elle sert de point de croisement.

## Histoire
Comme toute la ligne, les travaux de construction de la station débutent en 1988 et elle est mise en service le 2 juin 1991, lors de l'ouverture à l'exploitation de la ligne M1. Son nom a pour origine le chemin de Montelly situé à proximité. C'est une station sur un seul niveau, construite au dessus du niveau du sol et située à l'extrémité d'un viaduc.

## Service des voyageurs

### Accès et accueil
La station est construite à l'extrémité ouest du viaduc de Sévelin et est accessible par deux accès, un par quai, du côté est de la station. Cette configuration ne nécessite ni ascenseurs ni escaliers mécaniques, mais ne lui permet d'être accessible aux personnes à mobilité réduite qu'en direction de Renens-Gare uniquement. Elle dispose de deux quais, encadrant les deux voies.

### Desserte
La station Montelly est desservie tous les jours de la semaine, la ligne fonctionnant de 5 h 15 à 0 h 45 du matin (à partir de 5 h 50 les dimanches et fêtes) environ, par l'ensemble des circulations qui parcourent la ligne. Les fréquences varient entre 5 et 15 minutes selon le jour de la semaine,. La station est fermée en dehors des heures de service de la ligne.

### Intermodalité
La station n'est desservie par aucune autre ligne de transport en commun.

### Encyclopédie spécialisée
- [DEHA97] Michel Dehanne, Michel Grandguillaume, Gérald Hadorn, Sébastien Jarne, Jean-Louis Rochaix et Annette Rochaix, Voies normales privées du Pays de Vaud, Lausanne, BVA, 1997 (ISBN 2-88125-010-6)